# Marché couvert de Colmar
Le marché couvert est un monument situé à Colmar, dans le département français du Haut-Rhin.

## Localisation
L'édifice est situé rue des Écoles à Colmar pour l'entrée principale, et rue des Vignerons.

## Historique
L'édifice a été bâti en 1865.

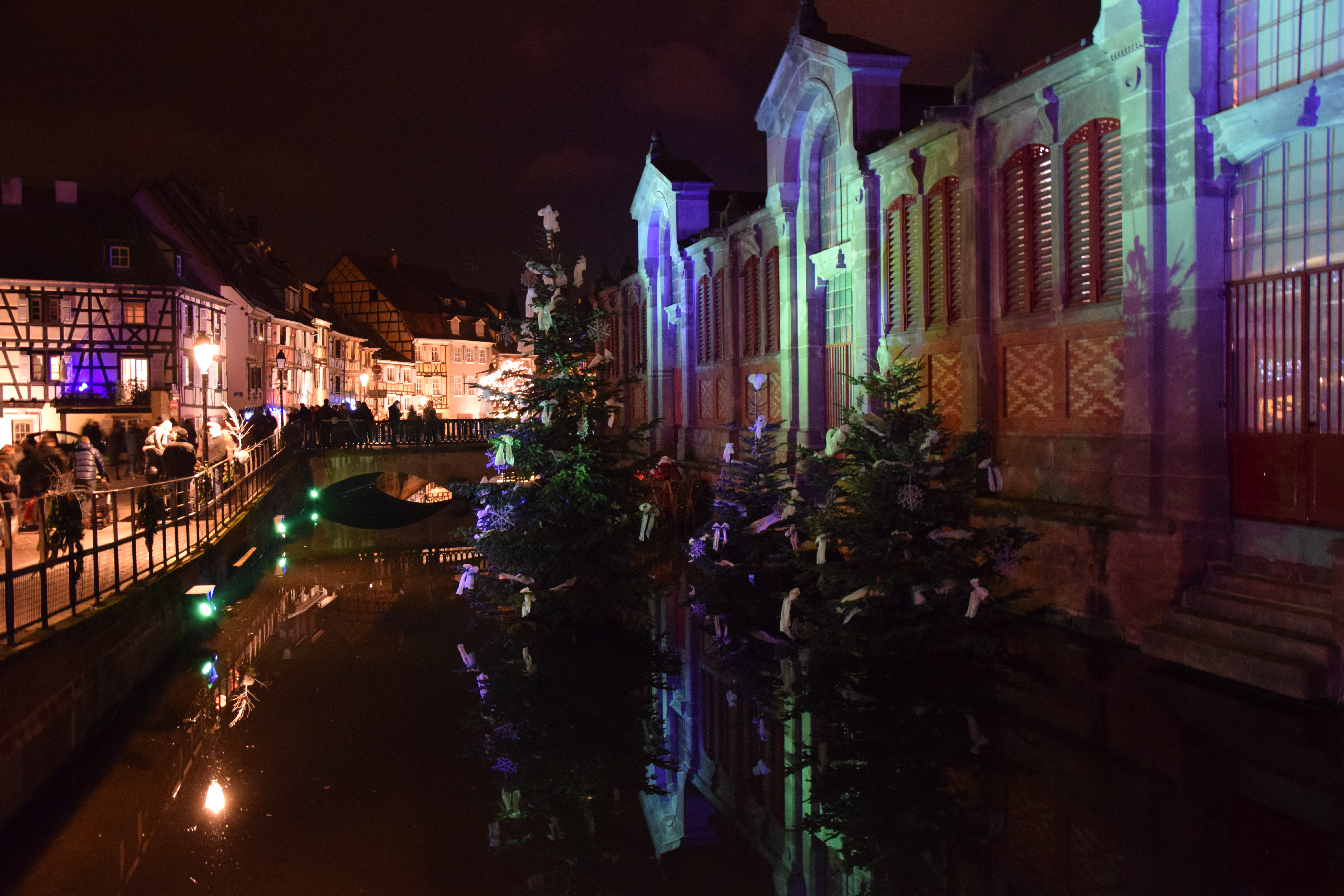
Le marché couvert de nuit

Du fait de sa position au bord de la Lauch, les maraîchers pouvaient accoster au pied du bâtiment.
Par un temps, le bâtiment a également servi de parking aux automobiles (en même temps que le marché du jeudi) mais depuis septembre 2010, des travaux ont été réalisés pour redonner au bâtiment sa vocation initiale, qui accueille, du mardi au samedi, une vingtaine de commerçants.

## Architecture
L'architecte se nommait Louis-Michel Boltz.
L'édifice est construit en brique et pierre de taille avec une charpente métallique et colonnes de fonte.
Une niche dans l'angle sud-ouest abrite la statue du petit vigneron de Bartholdi.